# هنتسیدا
هِنتسیدا (به مجاری:  Hencida) یک منطقهٔ مسکونی در مجارستان است که در ناحیه برتیواوی‌فالو واقع شده‌است. هنتسیدا ۳۴٫۷۹ کیلومتر مربع مساحت و ۱٬۱۹۱ نفر جمعیت دارد.